# Kilencöves tatu
A kilencöves tatu (Dasypus novemcinctus) az emlősök (Mammalia) osztályának páncélos vendégízületesek (Cingulata) rendjébe, ezen belül az övesállatok (Dasypodidae) családjába tartozó faj. Ebből a családból ez a legelterjedtebb és legismertebb faj.
Az állat a Dasypus emlősnem típusfaja.

## Előfordulása
Dél-Amerikában honos, de elterjedése Argentínától egészen az Egyesült Államok déli részéig tart. Családjából ez az egyetlen faj, amely az idők folyamán sikerrel meghódította Észak-Amerikát.
Az első állatokat a 19. században találták Texas területén, az 1920-as években jelent meg Floridában.
Elterjedési területébe mára beletartozik az Egyesült Államok teljes délkeleti része, északon elérte Colorado, Missouri és Dél-Karolina államokat is. 
Ezenkívül ez az egyetlen faj a családból, amely megtalálható a karibi térségben is, Grenadán, Trinidad és Tobago szigetein. Ide feltehetően betelepítették.
Leginkább a félsivatagos, száraz klímájú, füves pusztákat kedveli, búvóhelyét néha a föld felszíne alatt alakítja ki. Vackát telegyömöszöli avarral és füvekkel, így biztosítva némi komfortot. Itt vészeli át a szélsőséges sivatagi éghajlat forró nappalait és fagyos éjszakáit.

## Megjelenése
Mint minden övesállatot, a kilencöves tatut is a testén található páncélozottságáról lehet felismerni.
A páncél itt is, mint minden övesállatnál három részre van felosztva: egy páncélrész a fejen és a vállakon, egy a farrészen és egy összekötő, páncélövekből álló rész a kettő között. Neve ellenére páncélöveinek száma nem mindig kilenc, hét és tizenegy között van.
Páncélja többnyire szürkésbarna színű. A kilencöves tatunak hosszú, disznóforma orra és nagy fülei vannak. 
Teljes hossza 30 és 55 centiméter között van, testtömege 3-tól 8 kilogrammig terjed. A hímek valamivel nehezebbek, mint a nőstények.

## Alfajaik
- Dasypus novemcinctus novemcinctus Linnaeus, 1758
- Dasypus novemcinctus aequatorialis Lönnberg, 1913
- Dasypus novemcinctus fenestratus Peters, 1864
- Dasypus novemcinctus hoplites G. M. Allen, 1911
- Dasypus novemcinctus mexianae Hagmann, 1908
- Dasypus novemcinctus mexicanus Peters, 1864

## Életmódja
Remekül közlekedik a föld alatt; másfél méter mélyen kb. 6 méter hosszú alagutakat ás egyedi stílusban. Mellső lábaival meglazítja és hátratolja a talajt a hátsó lábak hatósugaráig. Azokkal nagyokat rúgva szórja ki a földet az alagút bejáratán keresztül. Hogy ez a mini-bányagép profi módon működjön, a farkát használja segédeszköznek, tehermentesítve a hátsó lábakat.
A vízben sem jön zavarba, hisz remekül úszik. Gondolhatnánk, hogy a súlyos páncél némi gondot okoz ennek kivitelezésében, de ezt is bravúrosan megoldja. Hogy ne süllyedjen el, levegőt nyel, így a többlet-felhajtóerő következtében zavartalanul hasíthatja a vizet. És ha ehhez éppen nem lenne kedve, képes 6 percig is visszatartani a lélegzetét, így szépen, kényelmesen átgyalogolhat a fenéken a túlpartra.
Étrendjében előfordulnak a rovarok, puhatestűek, kisebb kétéltűek, hüllők és dögök is. Szaglása olyannyira kifinomult, hogy akár a 12 cm mélyen rejtőző rovarokat is megérzi. Maximális élettartamáról csak a fogságban tartott példányok adatai alapján van fogalmunk, ami az ő esetükben 11 év.

## Szaporodása
A párzás időszaka alapvetően nyárra esik, pontos időpontja attól függ, hogy hol él az adott állat. Mivel látó- és hallószerve gyengén fejlett, feltételezik, hogy a hím szagmintha alapján állapítja meg, mikor ivarzik a nőstény.
A párzást követően a pete csak három hónap múlva ágyazódik be az anyaméhbe. Így elhúzódik az embriók fejlődése, és az újszülöttek csak a következő év tavaszán látják meg a napvilágot, amikor rendszerint bőségesebb a táplálékkínálat.
A kicsiket anyjuk néhány hétig szoptatja.

## Tartása
Bár kétségtelenül ez a leggyakoribb övesállatfaj, fogságban igen ritkán tartják. Európában csak 4-5 helyen látható.

## Képek

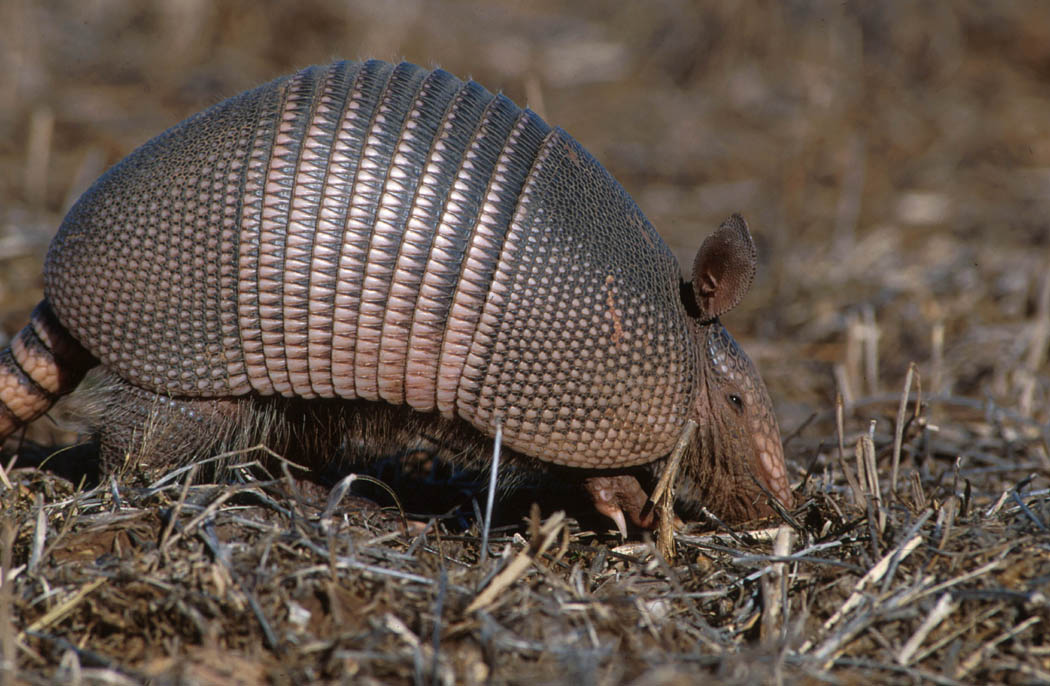
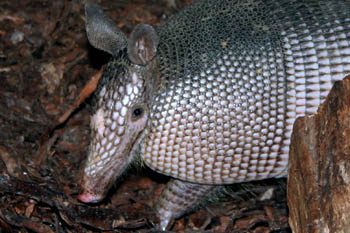
Portré
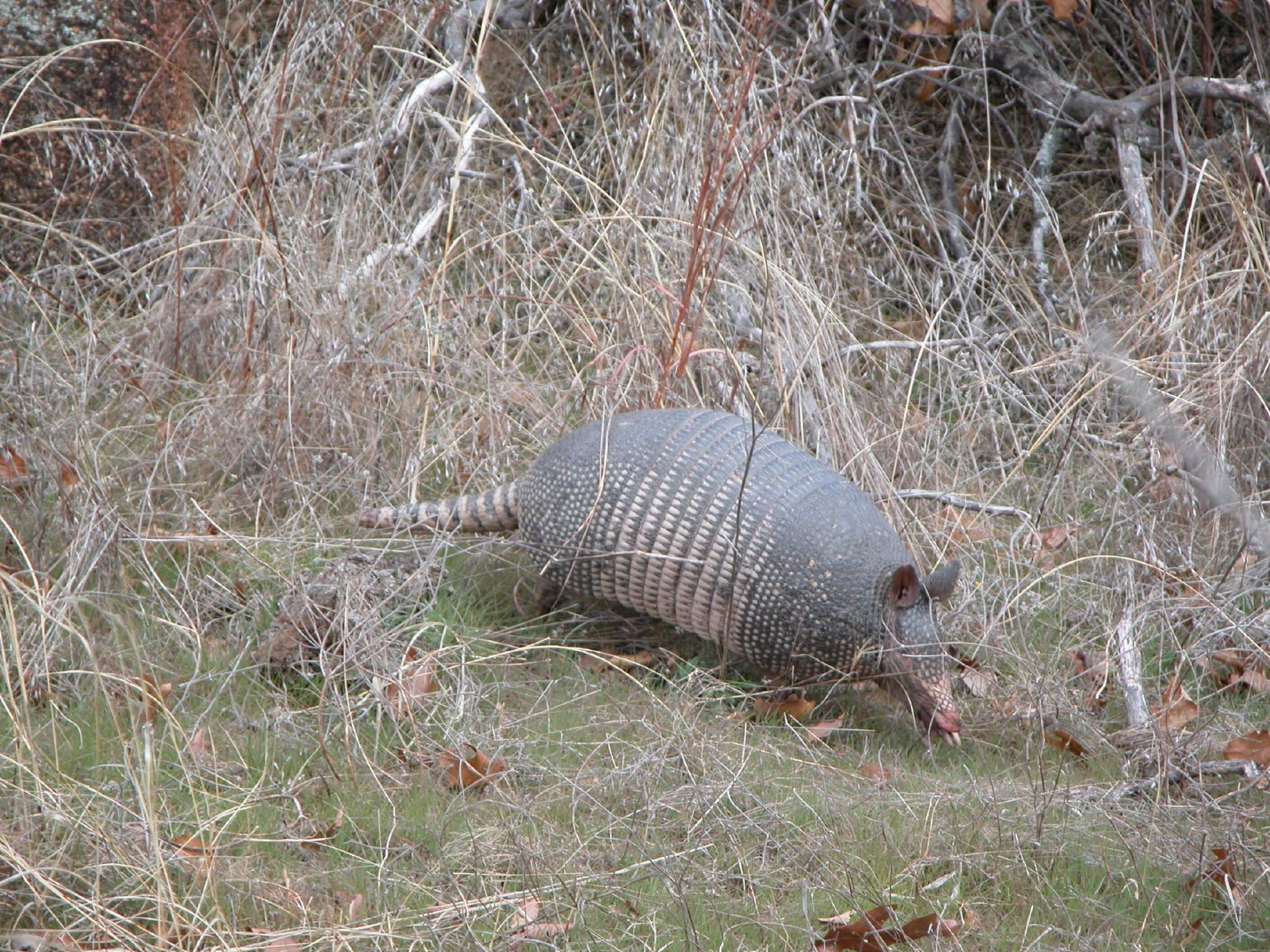
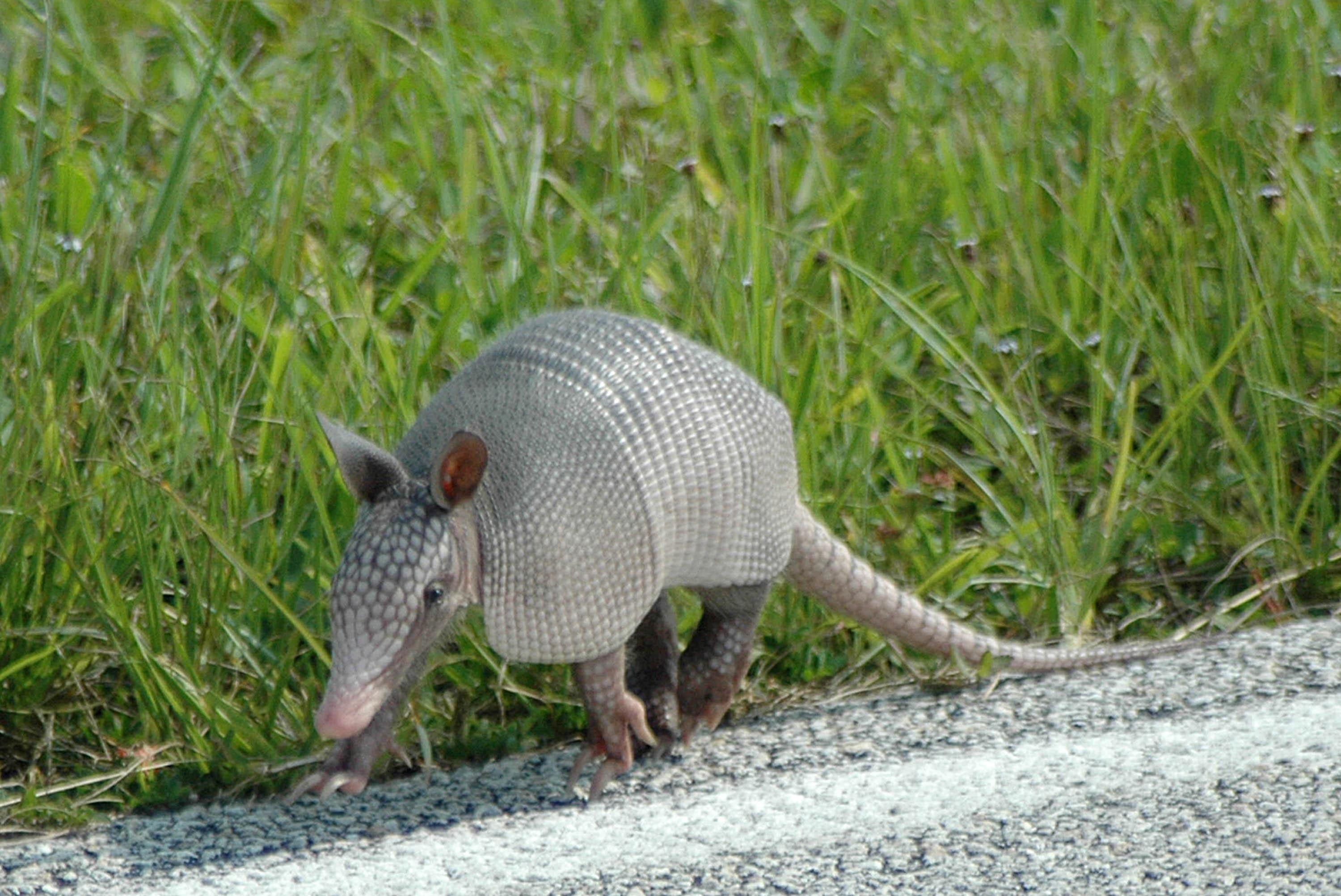
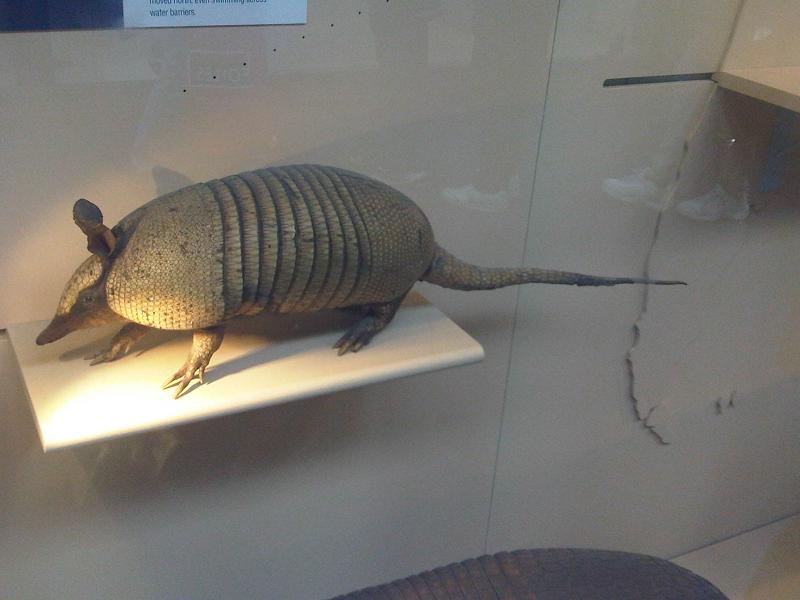
Kitömött kilencöves tatu a londoni Természettudományi Múzeumban